# Brossay
Brossay är en kommun i departementet Maine-et-Loire i regionen Pays de la Loire i nordvästra Frankrike. Kommunen ligger i kantonen Maine-et-Loire. År 2022 hade Brossay 348 invånare.

## Befolkningsutveckling
Antalet invånare i kommunen Brossay
| Referens: INSEE |